# Sci di fondo ai II Giochi olimpici giovanili invernali
Le gare di sci di fondo dei II Giochi olimpici giovanili invernali si sono svolte alla Stadio dello sci Birkebeineren di Lillehammer, in Norvegia, dal 13 al 20 febbraio 2016.

## Podi

### Ragazzi
| Evento               | Oro                   | Tempo   | Argento               | Tempo   | Bronzo          | Tempo   |
| 10 km tecnica libera | Kim Magnus            | 23'04"8 | Vebjoern Hegdal       | 23'20"8 | Igor Fedotov    | 23'59"2 |
| Sprint               | Thomas Helland Larsen | 2'55"39 | Kim Magnus            | 2'55"72 | Vebjoern Hegdal | 2'56"49 |
| Cross-country cross  | Kim Magnus            | 2'59"56 | Thomas Helland Larsen | 3'00"73 | Lauri Mannila   | 3'01"84 |

### Ragazze
| Evento              | Oro              | Tempo   | Argento          | Tempo   | Bronzo                | Tempo   |
| 5 km tecnica libera | Maya Yakunina    | 12'58"8 | Chi Chunxue      | 13'29"9 | Rebecca Immonen       | 13'35"9 |
| Sprint              | Johanna Hagström | 3'19"55 | Julija Petrova   | 3'21"95 | Martine Engebretsen   | 3'22"82 |
| Cross-country cross | Moa Lundgren     | 3'26"35 | Johanna Hagström | 3'28"09 | Laura Chamiot Maitral | 3'29"56 |